# Tollevast
Tollevast és un municipi francès situat al departament de la Manche i a la regió de Normandia. L'any 2007 tenia 1.166 habitants.

## Demografia

### Població
El 2007 la població de fet de Tollevast era de 1.166 persones. Hi havia 423 famílies de les quals 82 eren unipersonals (37 homes vivint sols i 45 dones vivint soles), 114 parelles sense fills, 203 parelles amb fills i 24 famílies monoparentals amb fills.
La població ha evolucionat segons el següent gràfic:
Habitants censats

### Habitatges
El 2007 hi havia 466 habitatges, 429 eren l'habitatge principal de la família, 24 eren segones residències i 13 estaven desocupats. 407 eren cases i 2 eren apartaments. Dels 429 habitatges principals, 370 estaven ocupats pels seus propietaris, 57 estaven llogats i ocupats pels llogaters i 2 estaven cedits a títol gratuït; 1 tenia una cambra, 15 en tenien dues, 58 en tenien tres, 95 en tenien quatre i 260 en tenien cinc o més. 344 habitatges disposaven pel capbaix d'una plaça de pàrquing. A 148 habitatges hi havia un automòbil i a 263 n'hi havia dos o més.

### Piràmide de població
La piràmide de població per edats i sexe el 2009 era:
| Homes | Edats   | Dones |
| ----- | ------- | ----- |
| 0     | 95 o +  | 0     |
| 0     | 90 a 94 | 0     |
| 0     | 85 a 89 | 0     |
| 4     | 80 a 84 | 4     |
| 8     | 75 a 79 | 4     |
| 16    | 70 a 74 | 12    |
| 12    | 65 a 69 | 20    |
| 20    | 60 a 64 | 12    |
| 24    | 55 a 59 | 16    |
| 36    | 50 a 54 | 44    |
| 44    | 45 a 49 | 48    |
| 92    | 40 a 44 | 76    |
| 56    | 35 a 39 | 56    |
| 44    | 30 a 34 | 28    |
| 32    | 25 a 29 | 28    |
| 20    | 20 a 24 | 36    |
| 60    | 15 a 19 | 60    |
| 48    | 10 a 14 | 28    |
| 48    | 5 a 9   | 52    |
| 36    | 0 a 4   | 48    |

## Economia
El 2007 la població en edat de treballar era de 795 persones, 578 eren actives i 217 eren inactives. De les 578 persones actives 537 estaven ocupades (290 homes i 247 dones) i 41 estaven aturades (13 homes i 28 dones). De les 217 persones inactives 82 estaven jubilades, 76 estaven estudiant i 59 estaven classificades com a «altres inactius».

### Ingressos
El 2009 a Tollevast hi havia 402 unitats fiscals que integraven 1.170 persones, la mediana anual d'ingressos fiscals per persona era de 19.786,5 €.

### Activitats econòmiques
Dels 34 establiments que hi havia el 2007, 3 eren d'empreses extractives, 7 d'empreses de construcció, 10 d'empreses de comerç i reparació d'automòbils, 2 d'empreses de transport, 1 d'una empresa d'hostatgeria i restauració, 1 d'una empresa d'informació i comunicació, 1 d'una empresa financera, 5 d'empreses immobiliàries, 2 d'empreses de serveis i 2 d'entitats de l'administració pública.
Dels 7 establiments de servei als particulars que hi havia el 2009, 1 era una fusteria, 1 lampisteria, 1 electricista, 3 empreses de construcció i 1 agència immobiliària.
Dels 5 establiments comercials que hi havia el 2009, 2 eren grans superfícies de material de bricolatge, 2 botigues de mobles i 1 una joieria.
L'any 2000 a Tollevast hi havia 34 explotacions agrícoles que ocupaven un total de 520 hectàrees.

## Equipaments sanitaris i escolars
El 2009 hi havia una escola elemental.

## Poblacions més properes
El següent diagrama mostra les poblacions més properes.